# Subaru BRZ II
La Subaru BRZ II est un coupé produit par le constructeur automobile japonais Subaru, en collaboration avec Toyota qui produit sa jumelle technique GR86 dans l'usine Subaru de Gunma, au Japon. Elle est la seconde génération de ce coupé après la BRZ produite de 2012 à 2020.

## Présentation
La BRZ de 2e génération est dévoilée le 18 novembre 2020 aux États-Unis puis présentée officiellement et conjointement avec la Toyota GR86 le 5 avril 2021.